# ابیدو (بافت)
ابیدو یک روستا در ایران است که در دهستان گوغر شهرستان بافت واقع شده‌است. ابیدو ۱۳ نفر جمعیت دارد.